# Tityus atreus
Tityus atreus es una especie de escorpiones de la familia Buthidae. Esta especie presenta una amplia distribución en el norte de Sudamérica.

## Descubrimiento
La especie está clasificada entre las de tamaño mediano, con 5 centímetros de longitud, descubierta en los andes ecuatorianos. La primera descripción científica de la nueva especie, que confirma oficialmente el hallazgo, la han hecho Wilson R. Lourenço, del Museo Nacional de Historia Natural de París en Francia, y Eric Ythier de SynTech Research, también en Francia.